# Мальта на летних Олимпийских играх 2012
Мальта на летних Олимпийских играх 2012 была представлена пятью спортсменами в трёх видах спорта. По два спортсмена в лёгкой атлетике и плавании попали на игры благодаря уайлд-кард, а стрелок Уильям Четкути выполнив квалификационный норматив. Четкути стал знаменосцем сборной на церемонии открытия игр, в то время как Диана Борг понесла флаг на церемонии закрытия.

## Состав сборной
Лёгкая атлетика
1. Рашид Шухаль
2. Диана Борг

 Плавание
1. Эндрю Четкути
2. Никола Мускат

 Стрельба
1. Уильям Четкути

## Результаты соревнований

### Водные виды спорта

#### Плавание
Два пловца представлявших Мальту на играх были самыми молодыми в сборной. Эндрю Четкути было 19 лет, а Николе Мускат 18 лет. Четкути принял участие только в плавании на дистанции 100 метров вольным стилем, показав в предварительном раунде третий результат из восьми спортсменов. Показанное время (51,67) стало новым рекордом Мальты, но не дало пройти в полуфинал соревнований. Мускат также представляла страну только на одной дистанции — 50 метров вольным стилем. В предварительном раунде она показала 5-е время в своём заплыве, что не позволило ей пройти в полуфинал соревнований, уступив самому медленному участнику полуфинала 1,94 секунд.
Мужчины
| Дистанция                 | Спортсмены    | Предварительный раунд | Предварительный раунд | Предварительный раунд | Полуфинал            | Полуфинал            | Полуфинал            | Финал                | Финал                |
| Дистанция                 | Спортсмены    | Заплыв                | Результат             | Место                 | Заплыв               | Результат            | Место                | Результат            | Место                |
| ------------------------- | ------------- | --------------------- | --------------------- | --------------------- | -------------------- | -------------------- | -------------------- | -------------------- | -------------------- |
| 100 метров вольным стилем | Эндрю Четкути | 3                     | 51,67                 | 39                    | завершил выступление | завершил выступление | завершил выступление | завершил выступление | завершил выступление |

Женщины
| Дистанция                | Спортсмены    | Предварительный раунд | Предварительный раунд | Предварительный раунд | Полуфинал             | Полуфинал             | Полуфинал             | Финал                 | Финал                 |
| Дистанция                | Спортсмены    | Заплыв                | Результат             | Место                 | Заплыв                | Результат             | Место                 | Результат             | Место                 |
| ------------------------ | ------------- | --------------------- | --------------------- | --------------------- | --------------------- | --------------------- | --------------------- | --------------------- | --------------------- |
| 50 метров вольным стилем | Никола Мускат | 5                     | 27,22                 | 43                    | завершила выступление | завершила выступление | завершила выступление | завершила выступление | завершила выступление |

### Лёгкая атлетика
В лёгкой атлетике страну представляло по одному спортсмену у мужчин и женщин. Рашид Шухаль стал самым возрастным участником сборной (37 лет). В предварительном раунде, в беге на 100 метров, в своём забеге Шухаль показал 4 результат — 10,83 секунд, что не позволило пройти в четвертьфинал. В женской части соревнований, Диана Борг прошла предварительный раунд, пробежав 100 метров за 12,00 секунд, в четвертьфинале она улучшила время предварительного раунда до 11,92 с, став восьмой в забеге.
Мужчины
| Дисциплина        | Спортсмен    | Предварительный раунд | Предварительный раунд | Предварительный раунд | Четвертьфиналы       | Четвертьфиналы       | Четвертьфиналы       | Полуфиналы           | Полуфиналы           | Полуфиналы           | Финал                | Финал                |
| Дисциплина        | Спортсмен    | Забег                 | Время                 | Место                 | Забег                | Время                | Место                | Забег                | Время                | Место                | Время                | Место                |
| ----------------- | ------------ | --------------------- | --------------------- | --------------------- | -------------------- | -------------------- | -------------------- | -------------------- | -------------------- | -------------------- | -------------------- | -------------------- |
| бег на 100 метров | Рашид Шухаль | 4                     | 10,83                 | 4                     | завершил выступление | завершил выступление | завершил выступление | завершил выступление | завершил выступление | завершил выступление | завершил выступление | завершил выступление |

Женщины
| Дисциплина        | Спортсмен  | Предварительный раунд | Предварительный раунд | Предварительный раунд | Четвертьфиналы | Четвертьфиналы | Четвертьфиналы | Полуфиналы            | Полуфиналы            | Полуфиналы            | Финал                 | Финал                 |
| Дисциплина        | Спортсмен  | Забег                 | Время                 | Место                 | Забег          | Время          | Место          | Забег                 | Время                 | Место                 | Время                 | Место                 |
| ----------------- | ---------- | --------------------- | --------------------- | --------------------- | -------------- | -------------- | -------------- | --------------------- | --------------------- | --------------------- | --------------------- | --------------------- |
| бег на 100 метров | Диана Борг | 2                     | 12,00                 | 3 q                   | 2              | 11,92          | 8              | завершила выступление | завершила выступление | завершила выступление | завершила выступление | завершила выступление |

### Стрельба
Уильям Четкути стал единственным участником сборной Мальты на Олимпийских играх в Лондоне, который был участник трёх предыдущих Олимпийских игр, также он был единственный представителем Мальты на играх в стрельбе. Четкути квалифицировался на игры благодаря победе в дубль-трапе на 4-м этапе кубка мира по стрельбе. 3 августа, во время квалификационных соревнований, он занял 9 место из 23 участвующих спортсменов.
Мужчины
| Соревнование | Спортсмены     | Квалификация | Квалификация | Финал                | Финал                |
| Соревнование | Спортсмены     | Результат    | Место        | Результат            | Место                |
| ------------ | -------------- | ------------ | ------------ | -------------------- | -------------------- |
| дубль-трап   | Уильям Четкути | 135          | 9            | завершил выступление | завершил выступление |